# Gusau
Gusau er hovedbyen i den nigerianske delstat Zamfara, beliggende i den nordvestlige del af landet. Byens indbyggertal er i 2012 anslået til 147.034 mennesker .
Gusau ligger ved floden Sokoto. Indbyggerne er muslimske hausa og fulanifolk, der i 1999 indførte sharia i området. 1. Oktober 2006 var der i nærheden et dæmningsbrud der kostede 40 mennesker livet. 
Gusau og dens omgivelser udgør et af 14 Local Government Areas (LGA) i delstaten Zamfara med et areal på 3.364,41 km². Ved den forrige folketælling i 1991 havde LGAet 259.336 indbyggere og en befolkningstæthed på 77 indb/km². I selve byen boede 132.393 mennesker.

## Eksterne kilder og henvisninger
1. ↑  Befolkningsdata 2012 for Gusau
2. ↑  BBC News: „Burst dam destroys Nigeria homes“, 1. Oktober 2006
3. ↑  "Nigeria Congress". Arkiveret fra originalen 7. januar 2004. Hentet 9. oktober 2012.

12°10′N 6°40′Ø / 12.167°N 6.667°Ø